# Alles probiert
Alles probiert ist ein Lied des österreichischen Rappers RAF Camora in Kooperation mit dem deutschen Rapper Bonez MC. Es erschien am 21. Juli 2017 als dritte Singleauskopplung von RAF Camoras fünftem Soloalbum Anthrazit.

## Inhalt

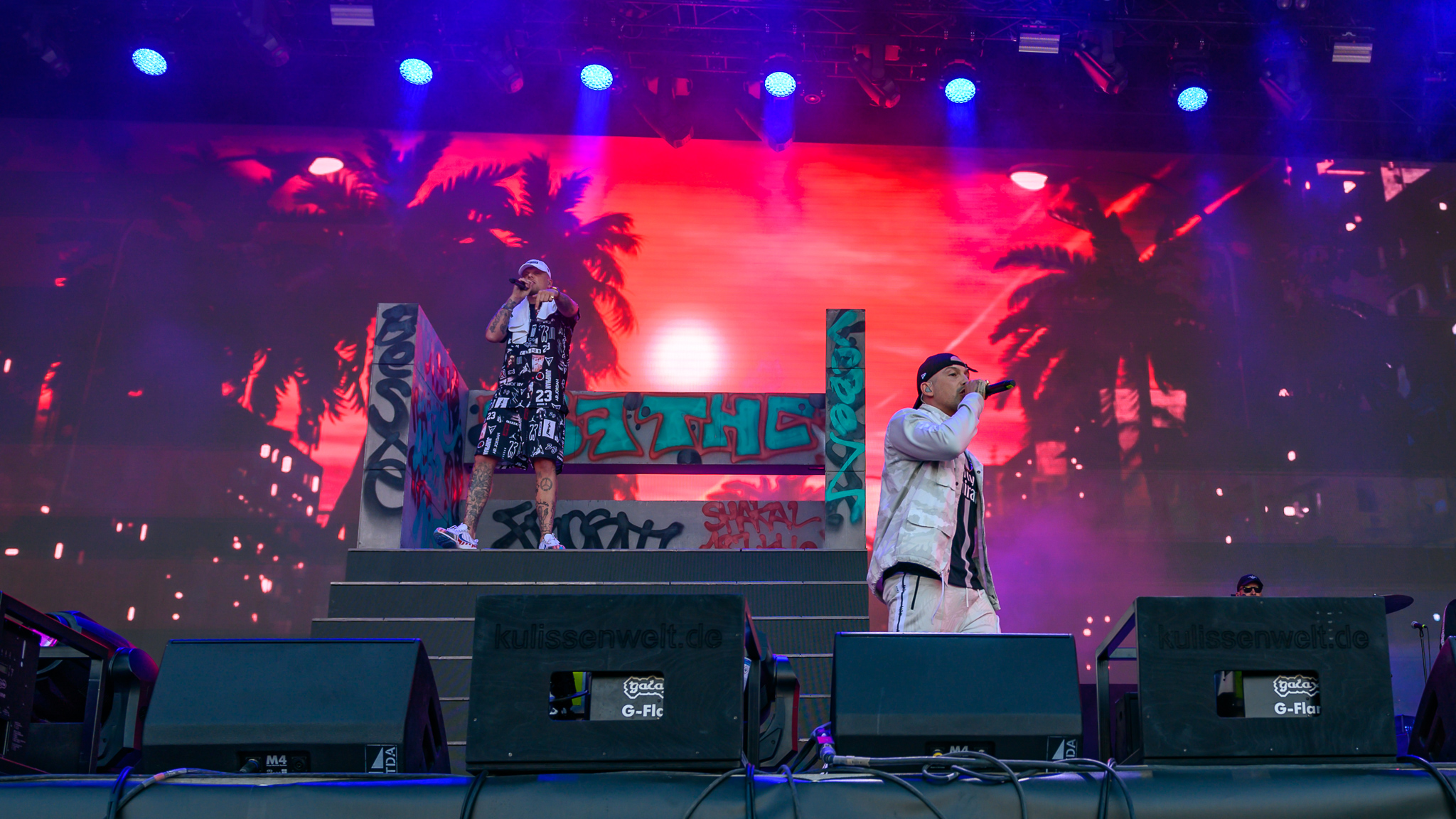
RAF Camora und Bonez MC bei Rock im Park 2019.

In Alles probiert geht es um die Herausforderungen im Leben der Künstler, das Streben nach Erfolg und die Bereitschaft, alles zu versuchen, um persönliche Ziele zu erreichen. Der Text handelt von den bescheidenen Anfängen und dem Weg zum Erfolg der Rapper, die trotz zahlreicher Hindernisse und Misserfolge schließlich reich und bekannt geworden sind. Der Song betont das Durchhaltevermögen und die Widerstandsfähigkeit, die dafür notwendig sind.

„Von der Ausbildung bis zu Hartz IV, ich hab’ alles probiert

Wusste nicht, wohin mit mir, hab’ mich volltätowiert

Alle Lehrer haben mich damals therapiert, dass aus mir nichts mehr wird

Aber jetzt steh’ ich hier und hab’ mehr Kohle als ihr“

In der ersten Strophe thematisiert RAF Camora seine von Armut geprägte Kindheit im westlichen Teil Wiens. Darauf folgt der von Bonez MC interpretierte Refrain, ehe RAF Camora seinen Umzug nach Berlin im Jahr 2007 und seine schwierigen Karriereanfänge dort beschreibt. Nach einer Wiederholung des Refrains von Bonez MC betont RAF Camora in der Bridge und der abschließenden Hook den schlussendlichen Erfolg, der durch die mehrmalige Wiederholung der Textzeile Es hat funktioniert verdeutlicht wird.

## Produktion
Der Song wurde von RAF Camora in Zusammenarbeit mit dem Musikproduzenten Beataura produziert. Der Text wurde von RAF Camora und Bonez MC geschrieben. Das Tempo beträgt 104 Schläge pro Minute und die Tonart ist as-Moll.

## Musikvideo
Das Musikvideo zu Alles probiert wurde unter der Regie von Shaho Casado gedreht und erreichte auf YouTube bisher mehr als 65 Millionen Aufrufe (Stand: Dezember 2024). Die Anfangssequenz wurde in Montreux aufgenommen und die Weinberge sollen vermutlich RAF Camoras erste Heimat darstellen, der seine frühe Kindheit in einem direkt am Genfersee gelegenen Schloss verbrachte und mit den Raben spielte.

## Rezeption

### Rezension
Alex Barbian von rap.de bezeichnet Alles probiert als „Herzstück“ von RAF Camoras Album Anthrazit. Laut.de erläutert, man erhalte „düstere[n], poppige[n] und dennoch introspektive[n] Rap-Sound mit einem subversiven Hang zur Gesellschaftskritik und Mystik“.

### Chartplatzierungen
Alles probiert stieg in Deutschland zunächst am 28. Juli 2017 auf Platz 46 in die Singlecharts ein und erreichte am 1. September 2017 mit Platz 37 seine höchste Notierung. Der Song konnte sich zehn Wochen in den Charts platzieren. In Österreich debütierte die Single auf Platz 48 der Hitparade und erzielte am 8. September 2017 mit Position 33 seine beste Platzierung. Das Lied verblieb in der Alpenrepublik ebenfalls zehn Wochen in den Charts. In der Schweizer Hitparade war der Song lediglich eine Woche lang vertreten, in der er Platz 88 einnahm.
| ChartsChartplatzierungen | Höchstplatzierung | Wochen |
| ------------------------ | ----------------- | ------ |
| Deutschland (GfK)        | 37 (10 Wo.)       | 10     |
| Österreich (Ö3)          | 33 (10 Wo.)       | 10     |
| Schweiz (IFPI)           | 88 (1 Wo.)        | 1      |

Auf der Streaming-Plattform Spotify verzeichnet das Lied bisher mehr als 52 Millionen Streams (Stand: Dezember 2024).

### Auszeichnungen für Musikverkäufe
In Deutschland und Österreich wurde der Song im Jahr 2019 mit jeweils einer Goldenen Schallplatte ausgezeichnet.
| Land/Region        | Auszeichnungen für Musikverkäufe (Land/Region, Auszeichnung, Verkäufe) | Verkäufe |
| ------------------ | ---------------------------------------------------------------------- | -------- |
| Deutschland (BVMI) | Gold                                                                   | 200.000  |
| Österreich (IFPI)  | Gold                                                                   | 15.000   |
| Insgesamt          | 2× Gold ·                                                              | 215.000  |